# Saipan Star
La Saipan Star è stata la più grande nave da crociera SWATH mai costruita, in servizio dal 1992 al suo arenamento nel 2022.

## Storia
È la nave più grande del mondo con un design SWATH ed l'unica nave da crociera a doppio scafo mai costruita. Ha operato a Hong Kong come Asia Star per la Asia Cruises Nel giugno 2011, la nave è stata acquistata per 45 milioni di $ dalla China Cruises Company Limited, l'affare è guidato dall'imprenditore cinese milionario Huang Weijian, CEO di CCCL. Altri 20 milioni di $ sono stati spesi per rinnovarla. Il primo viaggio è stato fatto il 9 marzo 2012, come la prima nave della nuova linea di crociera di lusso CCCL.